# Cymodoce madrasensis
Cymodoce madrasensis là một loài chân đều trong họ Sphaeromatidae. Loài này được Srinivasan miêu tả khoa học năm 1959.